# Kastellan
Kastellan (fransk: châtelain, latin: castellanus), var i middelalderens Europa den der kommanderede et slot, og blev også kaldt borggreve, borgfoged eller slotshøvedsmand. I dag er det en betegnelse for en tilsynsførende af et slot eller en borgvagt.
I Polen havde en kastellanen i lang tid høj status. Kong Bolesław Chrobry etablerede i landets kredse (castellanies), castellans, der blandt andet skulle opretholde lov og orden, organisere og lede militære styrker og forvalte de kongelige godser. Fra det 16. århundrede bestod senatet af castellanere sammen med vojvod'ere og biskopper. Titlen "Krakows slot" var den fineste i landet.